# Kaplica Zmartwychwstania Pańskiego w Terespolu
Kaplica pod wezwaniem Zmartwychwstania Pańskiego – prawosławna kaplica cmentarna w Terespolu. Należy do parafii św. Jana Teologa w Terespolu, wchodzącej w skład dekanatu Terespol diecezji lubelsko-chełmskiej Polskiego Autokefalicznego Kościoła Prawosławnego.
Świątynia znajduje się w centralnej części terespolskiego cmentarza prawosławnego, przy ulicy Wojska Polskiego 176. Cerkiew powstała w 1892 (niektóre źródła podają błędną datę 1903). Od momentu oddania do użytku pełni funkcje świątyni cmentarnej.

## Historia
Budowla została wzniesiona w 1892. Od momentu powstania przeznaczona była do pełnienia funkcji świątyni pomocniczej parafii św. Jana Teologa w Terespolu, przeznaczonej do odprawiania nabożeństw pogrzebowych i w intencji zmarłych. Jej budowa miała również znaczenie w kontekście zaprowadzania prawosławia wśród opornych unitów. W Terespolu z przymusem konwersji wszystkich unitów na prawosławie nie pogodziło się ok. 70% parafian. Ludzie ci, formalnie należący od 1875 do Rosyjskiego Kościoła Prawosławnego, nie pojawiali się na nabożeństwach w cerkwi, a jedynie przybywali na pogrzeby członków rodziny na terespolskim cmentarzu. Wzniesienie na jego terenie kaplicy miało umożliwić duchowieństwu prawosławnemu oddziaływanie na opornych. Inwestycja taka była planowana od 1885, jednak jej wzniesienie umożliwiło dopiero przekazanie kwoty 5121 rubli i 30 kopiejek przez anonimowego rosyjskiego fundatora.
Konsekracja gotowego obiektu miała miejsce 31 maja tego samego roku, zaś przewodniczył jej arcybiskup chełmski i warszawski Flawian, który odbywał w parafii terespolskiej wizytę kanoniczną. W czasie Świętej Liturgii arcybiskupowi asystowali proboszczowie parafii w Terespolu, Kopytowie, Kobylanach, Neplach, Krzyczewie oraz duchowieństwo z soboru Narodzenia Matki Bożej w Chełmie. W drugiej części uroczystości Flawian odprawił w świątyni panichidę w intencji wszystkich pochowanych na terespolskim cmentarzu. W ceremonii uczestniczyło ok. 3 tysiące wiernych oraz stacjonujący w Terespolu rosyjscy żołnierze.
Cerkiew od początku nosiła wezwanie Zmartwychwstania Pańskiego, w źródłach można spotkać błędną informację, jakoby początkowo święto patronalne cerkwi przypadało w święto Wniebowstąpienia Pańskiego. Katalog zabytków sztuki w Polsce podaje, również nietrafnie, iż cerkiew jest młodsza, gdyż została ukończona i oddana do użytku dopiero w 1903.
Od wyświęcenia w 1892 do 1926 kaplica była świątynią prawosławną, następnie, przez piętnaście lat, neounicką, począwszy od 1941 jest to ponownie cerkiew prawosławna. W swojej historii była trzykrotnie remontowana – w 1930, w 1970 oraz w 2019 r.

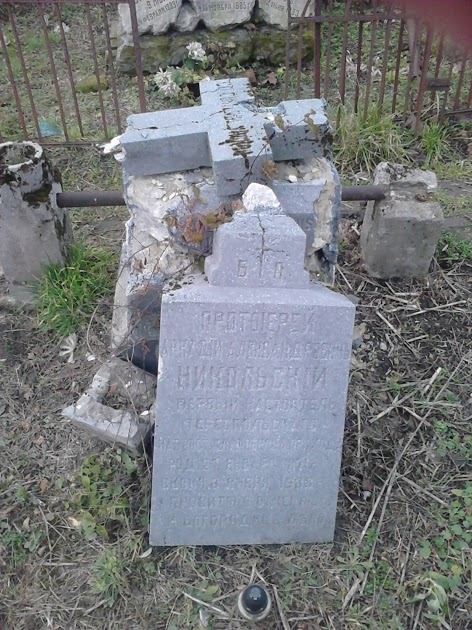
Zniszczony nagrobek ks. Arkadiusza Nikolskiego

W sąsiedztwie budynku znajdują się nagrobki duchownych związanych z Terespolem – ks. Mikołaja Poleszczuka, urodzonego w mieście i służącego głównie w diecezji wrocławsko-szczecińskiej, oraz ks. Arkadiusza (Arkadija) Nikolskiego, proboszcza miejscowej parafii, który przyjął neounię i kierował odtąd placówką jako duchowny katolicki obrządku słowiańskiego.
Obiekt wpisano do rejestru zabytków 30 czerwca 2008 pod nr A/866.

## Architektura
Kaplica Zmartwychwstania Pańskiego jest budowlą drewnianą, o konstrukcji zrębowej, orientowaną. Świątynia jest trójdzielna, z pojedynczą prostokątną nawą, węższym prostokątnym pomieszczeniem ołtarzowym i niewielkim przedsionkiem, również węższym od nawy. Wszystkie okna budynku są półkoliste i zdobione deskowymi obramowaniami. W narożach obiektu widoczne są aplikacje z faliście wycinanych desek. Cerkiew ma dach dwuspadowy, kryty blachą. Nad częścią ołtarzową oraz nad przedsionkiem znajdują się prawosławne krzyże, natomiast nad nawą – niska ostrosłupowa wieżyczka, a na niej cebulasta kopułka, również zwieńczona takim krzyżem. 
We wnętrzu świątyni znajdował się jednorzędowy ikonostas wykonany na przełomie XIX i XX stulecia w stylu eklektycznym. Po remoncie w 2019 r. na jego miejscu znajdują się dwie ikony, a ponadto eksponowane są fotografie cerkwi i cmentarza, sama zaś konstrukcja ikonostasu oczekuje nad renowację. Opis świątyni w relacji z wyświęcenia obiektu wskazuje również, że w 1892 r. znajdowały się w niej cztery dzwony i komplet srebrnych naczyń liturgicznych, brązowy wielki żyrandol (panikadiło), chorągwie procesyjne oraz sześć kompletów strojów liturgicznych.